# 岩船 (城里町)
岩船（いわふね）は、茨城県東茨城郡城里町の大字。

## 地理
岩船神社（石船神社）の異常な巨石への信仰が地名の由来とされている。

## 歴史

### 縄文時代
東京帝国大学が1897年（明治30年）に発行した『日本石器時代人民遺物発見地名表』には、桂地方の発見遺物は記されていなかったが、同34年の第3版に初めて記載がみえた。そこには「同郡（岩船山）宮谷　石鍬、土器　毛利昌敬報」とあり、1917年（大正6年）発行の第4版に「岩船村、岩船山、宮谷」とあるため、岩船で遺物が発見された分かる。

### 弥生時代
出土場所不明の弥生時代の太型蛤刃石斧が、岩船小学校に所蔵されている。これは近辺で採集されたものとされている。

### 古墳時代
1944年（昭和19年）、川角寅吉が発表した茨城県の古墳分布の中に「岩船神社　石棺長二尺許、状船の如し。」と記され、石棺というのは古墳の石棺ではないかとされている。

### 古代
石船神社（岩船神社）が、927年（延長5年）に成立した『延喜式』の「式内社」として数えられている。所在地は岩船字宮山606番地で、古代から移動した形跡はない。石船神社が初めて確認されたのは、『三代実録』の貞観元年（859年）4月26日に新たな神階を授かった際の記録。そのためこの時以前から石船神社は存在していたとされている。尚、中世における当神社の記録は大山城主が5石の社領を寄進したことが記されているのみである。
10世紀前半、那珂郡は吉田神社の神郡として吉田郡を分出。残った地域は平安時代末期まで那珂東郡・西郡に二分された。並びに、那珂西郡西部に塩籠荘が成立し、その荘域は岩舟を含む桂村西部や常北町北西部・御前山村南部・七会村東部・笠間市東部で構成されていた。

### 中世
豊臣秀吉の政権の元、各大名は莫大な軍役経費や上納金の調達が必要だった。そのため領主佐竹氏は、年貢米等の換金・商人などに対する役金の賦課・領内金山からの金の採掘により必要な貨幣の調達を行っていた。常陸地方における金の産出は昔から知られていたため、秀吉は、1591年（天正19年）に佐竹氏領国内の金山を秀吉直轄領と定め、産金の1部を秀吉の元へ運上させる政策をとっている。1598年（慶長3年）の豊臣氏蔵納目録によると、秀吉の蔵に納められた金3397枚余りのうち、佐竹領常陸金山からは221枚余りが運上されていたことがわかる。これは上杉・伊達に次ぐ量で、佐竹領の産金量は全国屈指のものだった。岩船も金の採集が行われていた佐竹領の村の1つで、その名残として地内に「イスズ谷津」「かごやま」というところがある。「イスズ」は「石臼」が訛ったのではないかとされ、ここでは金鉱山を砕く石臼のための石が掘り出されている。1966年（昭和41年）、当時岩船小学校長だった綿引晃が、イスズ谷津に石臼の下玉が埋もれているのを発見。翌年にはそれが岩船小学校敷地内に移された。石臼作成中に一部が欠けたようで、目も完成していないことから使用されていないものとされている。大きな石臼で直径は約90cm。「かごやま」は、むかし鉱石採掘のために掘ったとされる穴が周辺に残っていたとされ、かご山全体が丸くなっているため、それが籠の様にみえたことからそう称されたと云う。また1688年（元禄元年）から岩船石が発掘されるようになった。この石は、水に強く火に弱い性質だったため土木や橋梁などに使われた。

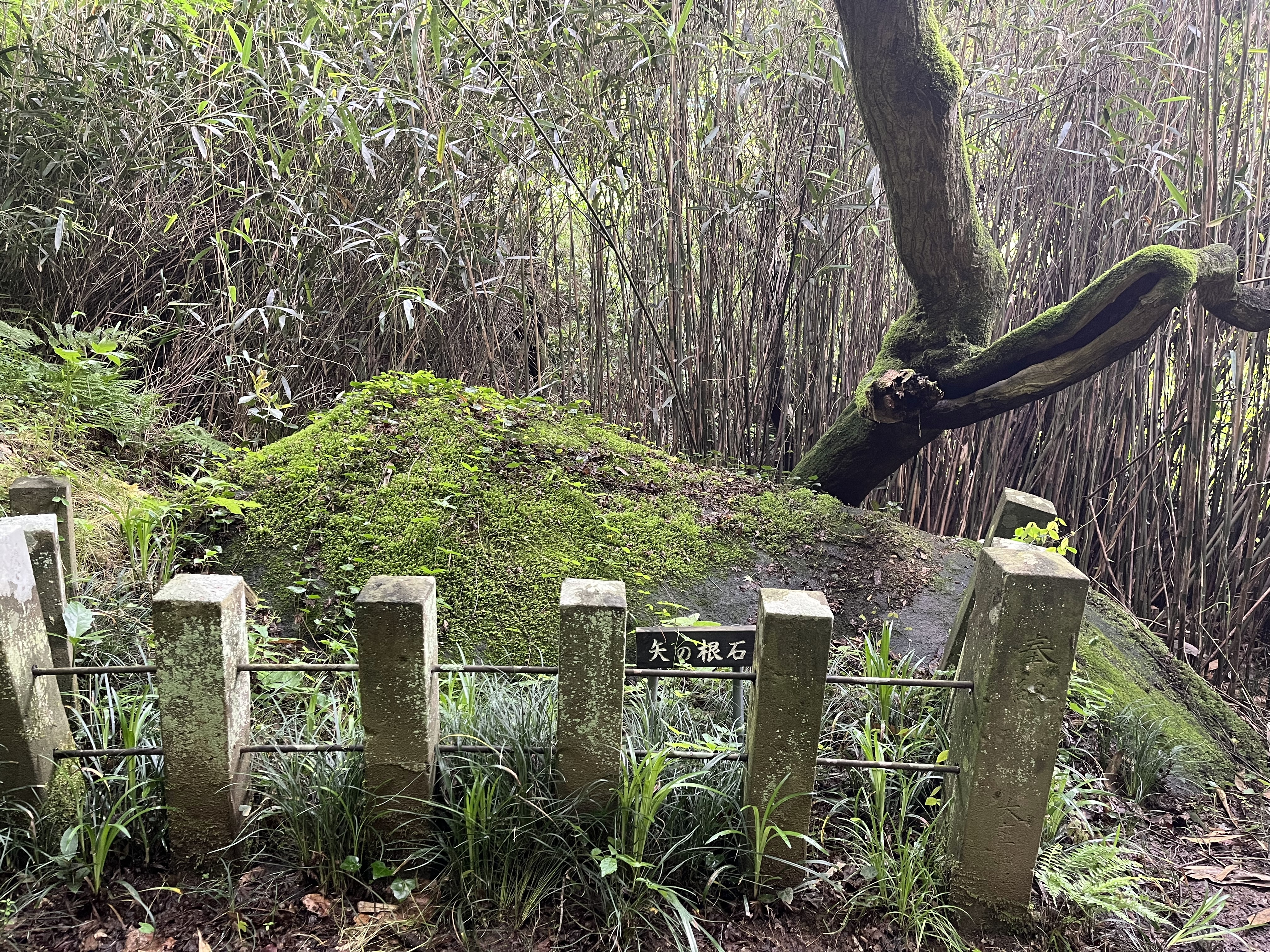
矢の根石

八幡太郎の名でも知られる源義家は、兵法に優れただけでなく、恩賞に私財を充てるなど部下を愛したこともあり、佐竹領内には彼に関する伝説が多く残っており、石船神社境内にある巨石「矢の根石」も義家に関するもの。義家が当地に来た際、村に出没する怪物を義家が矢で射止めたところ、その正体は巨大な石で、放たれた矢は石に根深く食い込み、表面に傷が残った。それから矢の根石と呼ばれるようになったと云う。
法然の死後、浄土宗鎮西義白旗派の蓮勝が太田木崎に法然寺を開山し、常陸地方に浄土宗が浸透し始めた。1336年（建武3年）、蓮勝の弟子了実が常福寺の元となる草庵を設置。1358年（延文3年）、了実は佐竹義篤から寺領の寄進を受け、常福寺を瓜連春川の地に移した。桂地方の浄土宗寺院と浄福寺は深い関係にあるという。岩船でも、1501年（文亀元年）、大山村阿弥陀寺の末寺として浄福が岩舟寺を開基している。尚、阿弥陀寺は前述の浄福寺の末寺。しかし、桂地方の浄土宗寺院は江戸時代に全て廃寺となった。

### 近世
慶長検地の際は桂地方の村は10ヵ村とされていて、そこに岩船村は載っていなかった。しかし、寛永検地の記録では14ヵ村となっており岩舟村が確認されている。これは孫根村から岩舟村が分村したため。ちなみに、寛永検地の岩舟村の村高は288.789石で、桂地方14ヵ村の中では2番目に少なかった。
1641年（寛永18年）の全領検地により決まった新たな村高をもとに、1644年（正保元年）に水戸藩は知行割替えを実施。割変えとは、家臣の禄高に応じ支配地を配分すること。岩舟村では、神戸平左衛門・作庵・野一色左之介に各72.197石、飯尾善右衛門に72.198石の計288.789石が配分された。
水戸藩は、慶長の頃から代官や郡奉行を置き領内の村々を支配に当たっていた。1631年（寛永8年）の頃は北・中・南の3つの郡に分け支配していたが、後に四郡や五郡などに変わり、時には十一郡制を採用していた。桂地方の村々が、その時々でどの郡に属していたかは明らかとなっていないが、四郡制を採用していた1790年（寛政2年）に岩舟村は南組に属し、郡奉行久方忠衛門の支配下にあった。また当地方では、御立山（藩有林）の管理を担当する「山横目（南領では大山守とも称された）」という役職があり、寛政期に南組に属した岩舟などの村々では、上青山村の大嶋次右衛門が山横目の役を担ってた。
1663年（寛文3年）、徳川光圀の寺社改革準備のため水戸藩が村々に寺院を書き上げさせ、それをもとに開基帳を作成。これによると、当時岩舟村には真言宗の正覚院と浄土宗の岩舟寺があったと分かる。正覚院は、高根村妙法寺の門徒で寺領0.18石の旦那数36人。1614年（慶長19年）に開かれたが、寺社改革により破却し、高根村龍泉院跡へ移った。それに対し、岩舟寺は寺領0.619石・旦那数2人、寺社改革により破却した。
桂地方は、田畑の比率が3:7（寛永検地時）と畑の多い土地柄だった。当時、岩舟村は田118.564石（41%）に対し、畑170.225石（59%）と桂地方の水準と比べると田の割合が高い村だった。
寛永検地以来約200年、水戸藩では全領にわたる検地が実施されていなかった。そのため、村々の田畑の実面積と帳簿上との差は広がり、貢租は適正を欠いた状態だった。更にこの200年の土地所有者の移動も激しく、一部の富裕層に土地が集積。貧農が年貢率の高い土地を所有し、富農に年貢率の低い土地を所有するようになり貧富の差が広がっていた。この事態を重く見た徳川斉昭らは藩政改革当初から領内総検地を計画していたが、1833年（天保4年）から相次いだ飢饉の対策などに追われ、実施に至らなかった。また、保守派や富農層からの反対もあり全領検地実施は困難を極めていたが、1838年（天保9年）11月に斉昭は強い反対を押し切り検地実施を決定。翌1839年（天保10年）4月には検地施行令を布達し検地条目を定めた。この検地条目では、測定に用いる間竿を従来の6尺から6尺5寸と緩め、田畑の位付けも従来の4段階から新たに下々が加わった5段階と定められた。この検地の結果、水戸藩の領地高は31万7000余石となり、直近の1834年（天保5年）に幕府に届け出た41万8300余石から著しく減少した。桂地方も同様に、検地の結果全ての村々の村高が減少。特に岩舟村の村高に関しては、1834年（天保5年）の329.499石から143.231石となり、桂地方では高久村と並び1番の減少率（57%）だった。これは荒れた田畑などの永引地を除外したり間竿を延ばした結果ではあるが、この半減した村高こそが当時の田畑の荒地化と農村の荒廃など、村の実勢を示すものとなった。 また検地を機に「岩舟村」から「岩船村」に改称された。
1843年（天保14年）12月、神社改革により神道の振興を図っていた徳川斉昭は、領内全ての神社を唯一神道に改めて由緒ある神社の保護に努めた。これにより地内の岩船神社も手厚い保護を受け、1844年（天保15年）には社領25石の寄進を受け、修復金を下付された。また藩の達により磯出の神事が新たに定められ、同年3月3日には華々しく施行された。
一般庶民の師弟を対象とした私塾や寺子屋が江戸時代中期から普及。高根の平賀修家所蔵の「古今随聞緒事撰（安政6年）」によると、当時60歳まで筆弟をとっていた高山宗敷（平賀又左衛門宗敷）のもとで岩舟村から小林宗次郎が学んでいたとの記録がある。また、宗次郎は1854年（嘉永7年）正月から宗敷烏帽子とされていた。
江戸時代中期以降に多く造られた石物や石塔が岩船村でも確認されている。主婦達が安産や子宝、家内安全を祈り建てた子安観音は、1798年（寛政10年）と1820年（文政3年）のもの。庚申塔は1865年（慶応1年）のものが2つ。二十三夜塔が1809年（文化6年）と1811年（文化8年）のもの。他に1822年（文政5年） の馬頭観音や念仏塔なども確認されている。
1858年(安政5年）6月9日、幕府が勅許と諸藩との衆議を経ず独断で日米修好通商条約に調印。これを知った徳川斉昭は、同月24日、尾張藩主徳川慶恕・水戸藩主徳川慶篤・松平慶永らを連れ不時登城。勅許を得ずに調印したことを非難した。これに対し井伊直弼は世界の情勢を説き弁明。7月5日には幕府が不時登城したことを理由に斉昭らに処分を下した。これを知った領内の藩士や農村有志等の間では、斉昭に対する処分撤回を求めようとの機運が高まったが幕府が抑え込み実行には至らなかった。次ぐ同年8月8日に起きた「戊午の密勅」に対し、幕府が水戸藩に圧力をかけ藩内の関係者を処分させた。こうした幕府の圧政に激昂した水戸藩士や郷士・農民らは徒党を組み水戸街道を登り藩邸に集合しようとした。これを阻止しようと藩庁は下総国小金宿でこれを差し止めた。この動きは、9月5日頃から盛んになり、19日には1200～1300人に及んだ。岩船村でも同様の動きがあり、9月7日～26日の間に11回も村から水戸城下や小金井へ登っている。
また、この動乱の時期に国政を正そうと活動した黒沢止幾が中追放を受けた後、下野国茂木に着いた止幾は岩船村出身の乾物商人小林平七宅へ身を寄せている。その後、幕府の弾圧が緩んだ11月6日に錫高野に帰郷した。
1864年（元治元年）3月、水戸藩の尊攘激派は藤田小四郎・田丸稲之衞門を中心に「天狗党の挙兵」が始まる。当初、60人程度の規模であったが、やがて1000人ほどの規模に拡大した。事態を重くみた幕府は、同年5月、天狗党鎮圧を諸藩に命じた。同年7月、天狗党は追討軍を合戦を開始。戦場は、水戸城下から那珂湊・助川・太田へと広がった。10月になると尊攘派の一部が那珂湊で幕府軍に降伏。その後、12月の天狗党の加賀藩降伏をもって「天狗・諸生の乱」は終わった。維新後に明治政府が作成した「殉難死節履歴」によると、岩船村から3名が天狗党に参加したことが分かり、那珂湊の戦いで小林重左衛門と小林毎八が捕縛され、小林清次衛門は潜伏していたとある。尚、清次衛門は、1873年（明治6年）、岩船高根両村の戸長になった。

### 現代

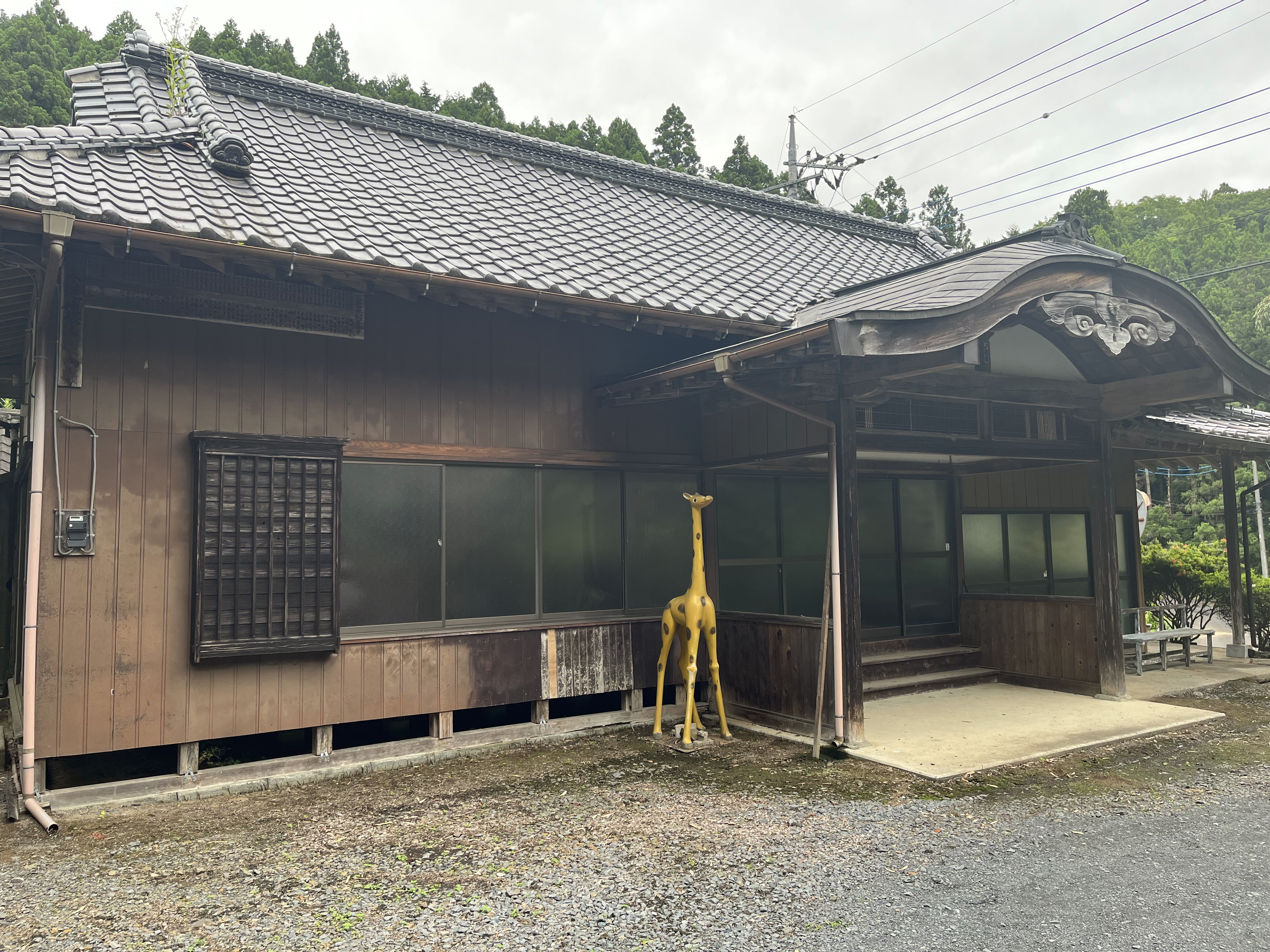
岩船公民館（旧社務所）

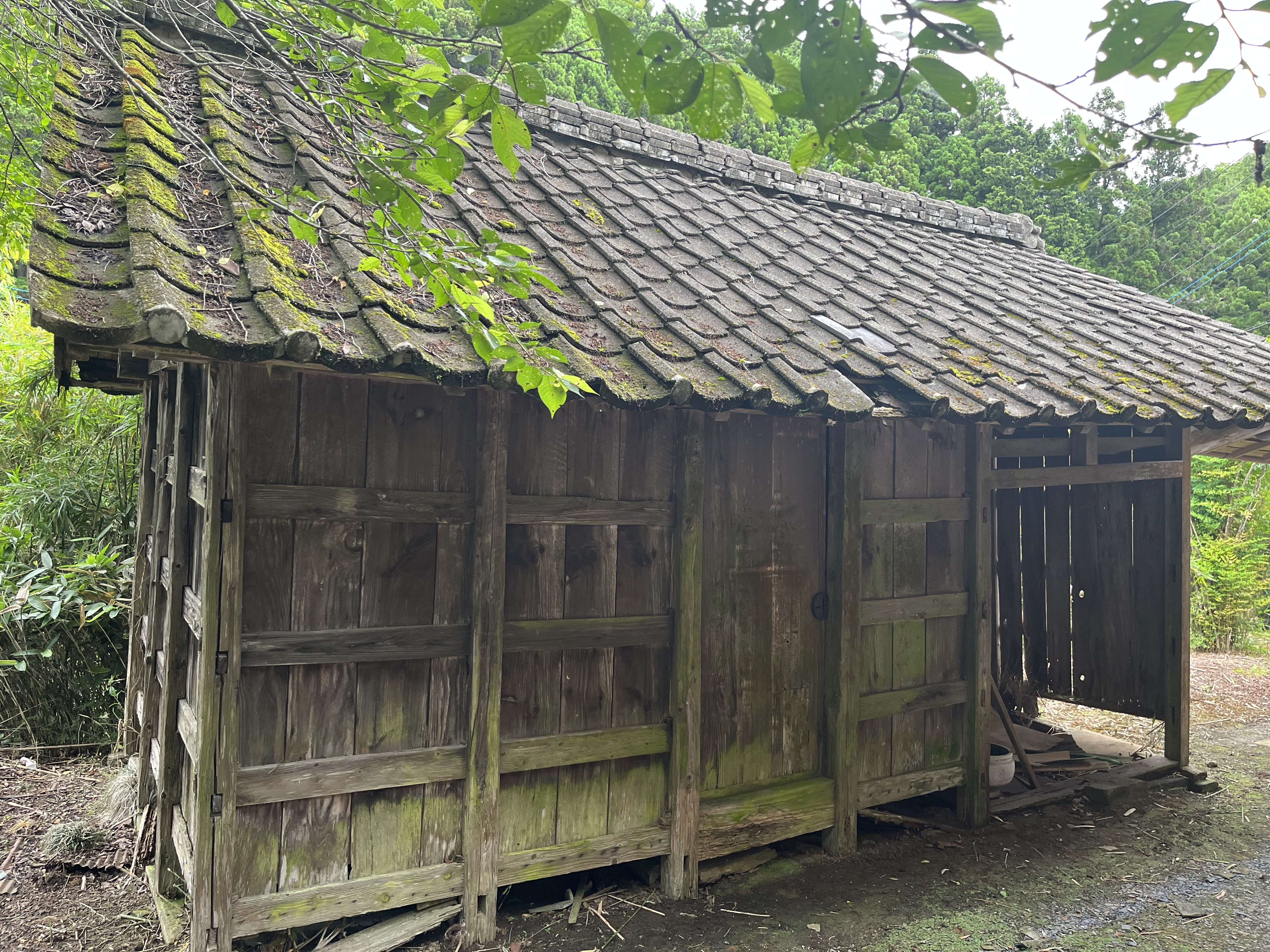
公民館裏の倉

戦後の社会情勢の変化により、明治時代にできた小さな町村では実情にあわなくなってきたため、1953年（昭和28年）9月1日、国が町村合併促進法を公布。同年10月1日から施行された。茨城県においても、町村合併促進審議会が設置された。当初県の試案では、 圷・岩船・沢山・伊勢畑の4ヵ村を合併し新村を編成する計画で、幾たびかの会合が行われたものの話し合いが進まなかった。そして、1954年（昭和29年）8月9日、伊勢畑村が野口村・長倉村と合併したいとの意向を表明し、4ヵ村合併案は頓挫した。それに対し、残りの圷・岩船・沢山の村々はその席において団結が増し、1955年（昭和30年）2月11日、最終的に合併し桂村が発足した。

## 寺社

### 岩船神社（石船神社）

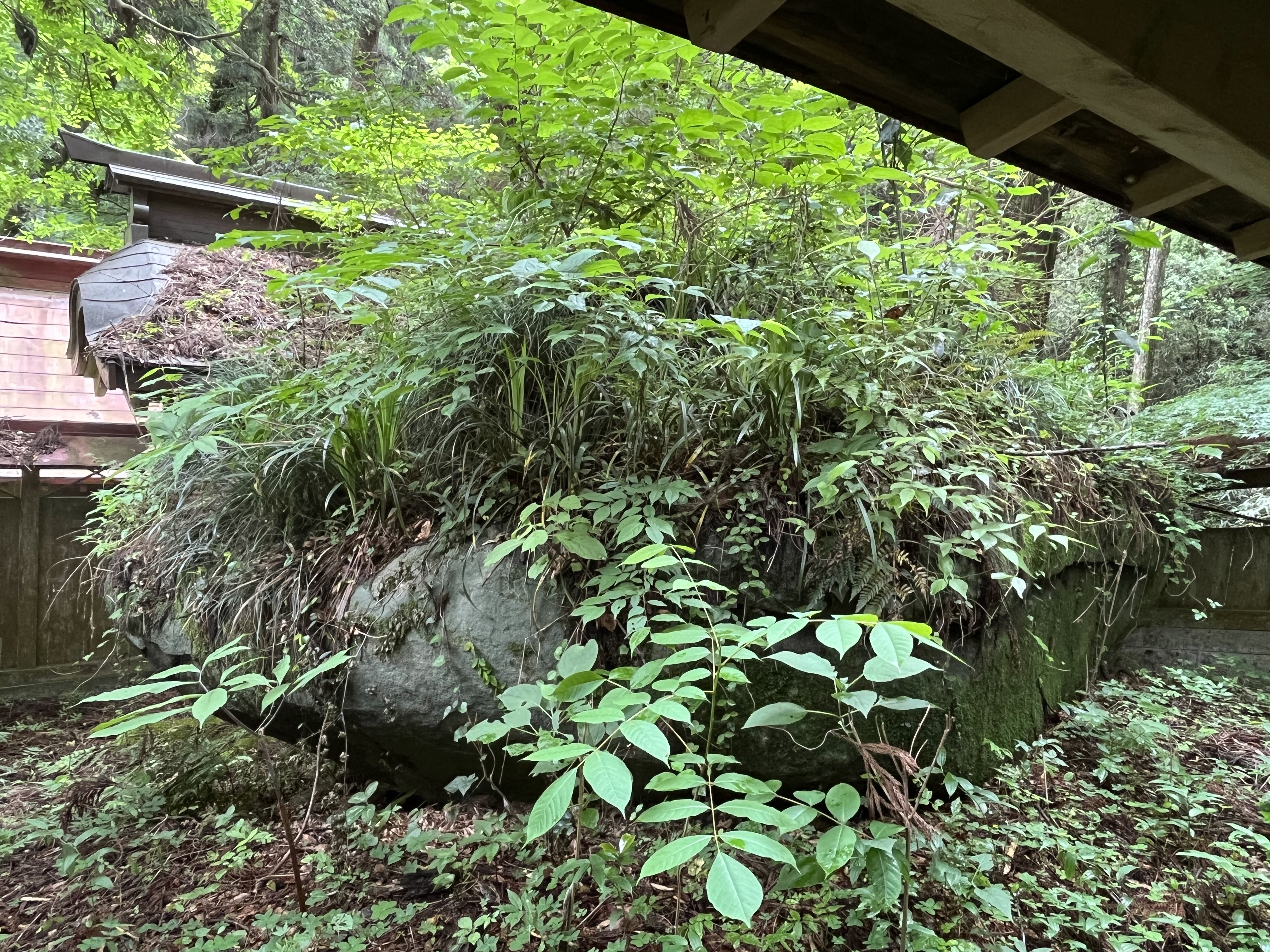
兜石

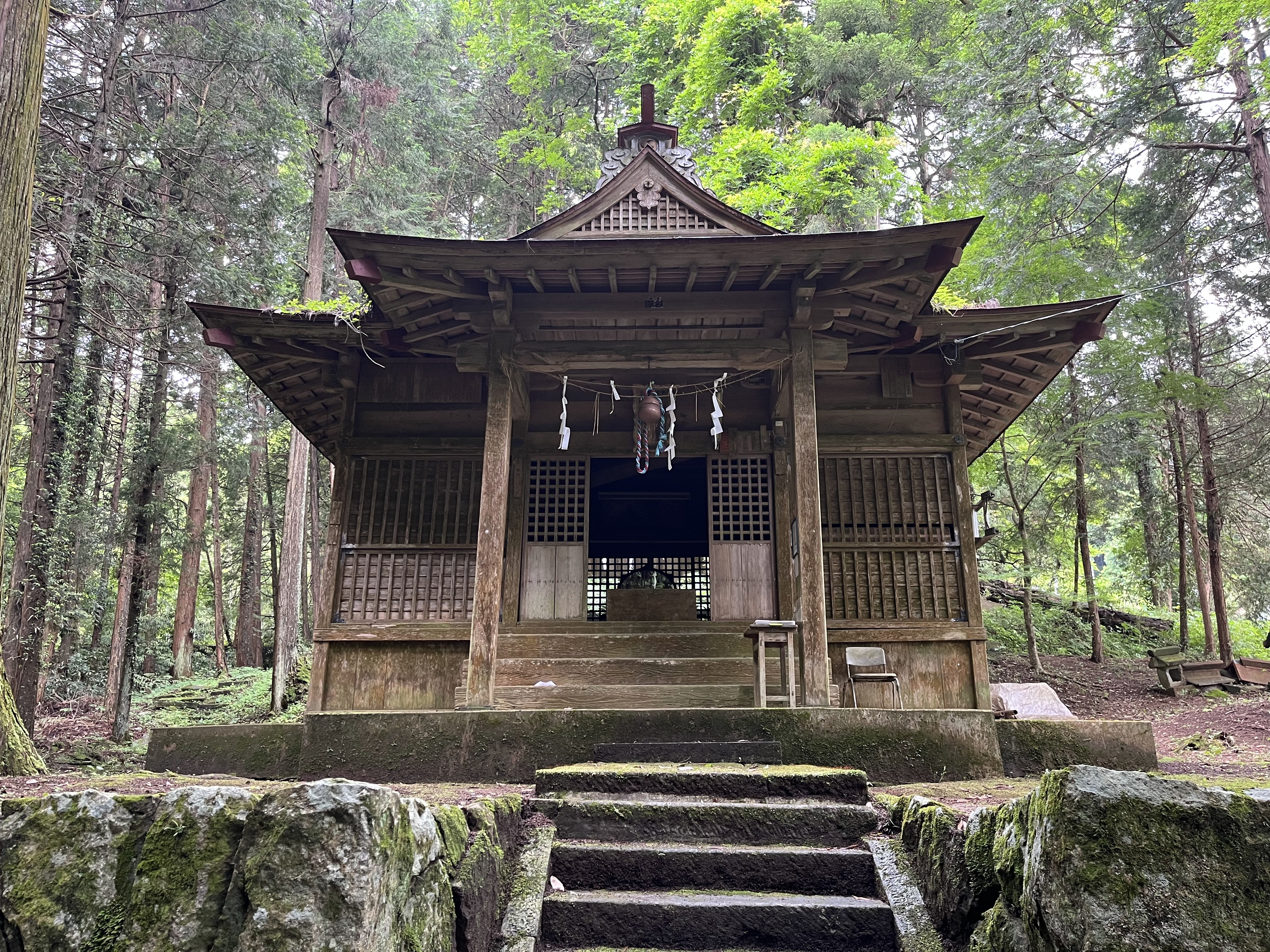
岩船神社

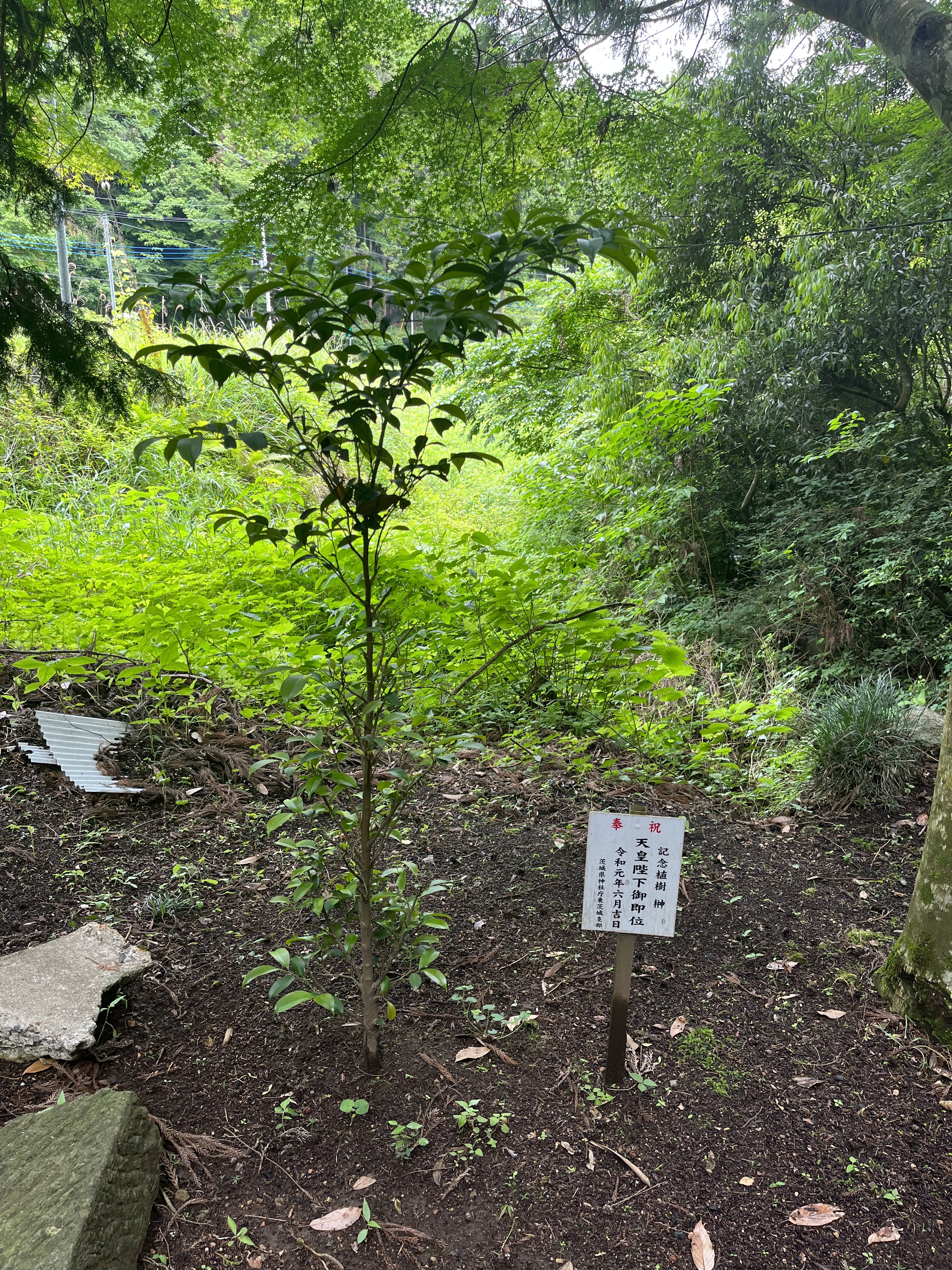
境内の記念樹

祭神は「磐櫲樟船神（いわくすふねのかみ）」で、『常陸二十八社考』によると伊弉諾尊（いざなぎのみこと）の子とされている。また『新編常陸国誌』には、建御雷神（たけみかつちのかみ）が出雲に降った際に付き添い大功をあげた神と記載されている。神体は兜石と呼ばれる周囲15mの巨石で、悪魔を脅すため本殿を造らず板で隠す状態にしている。

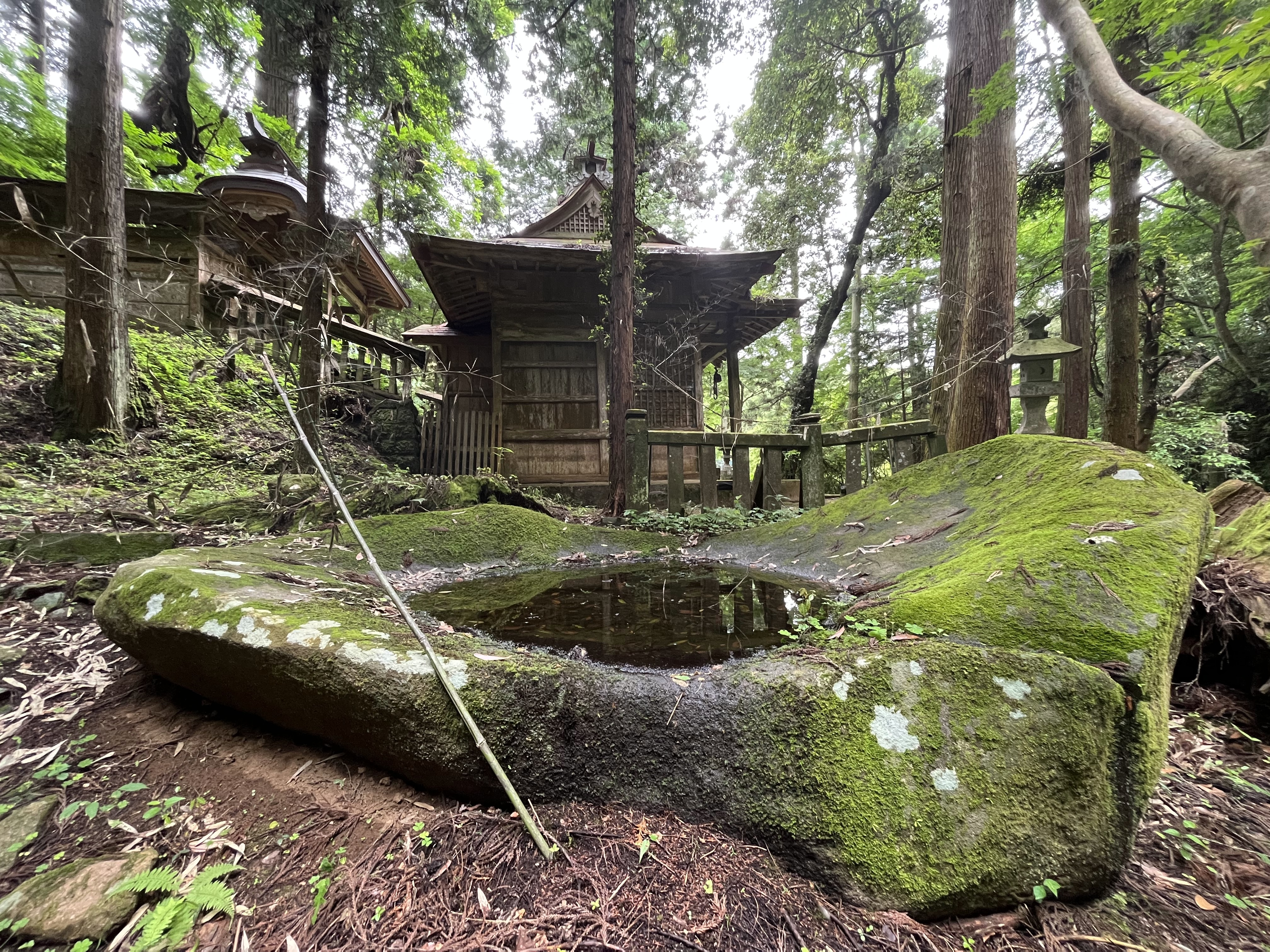
船形石

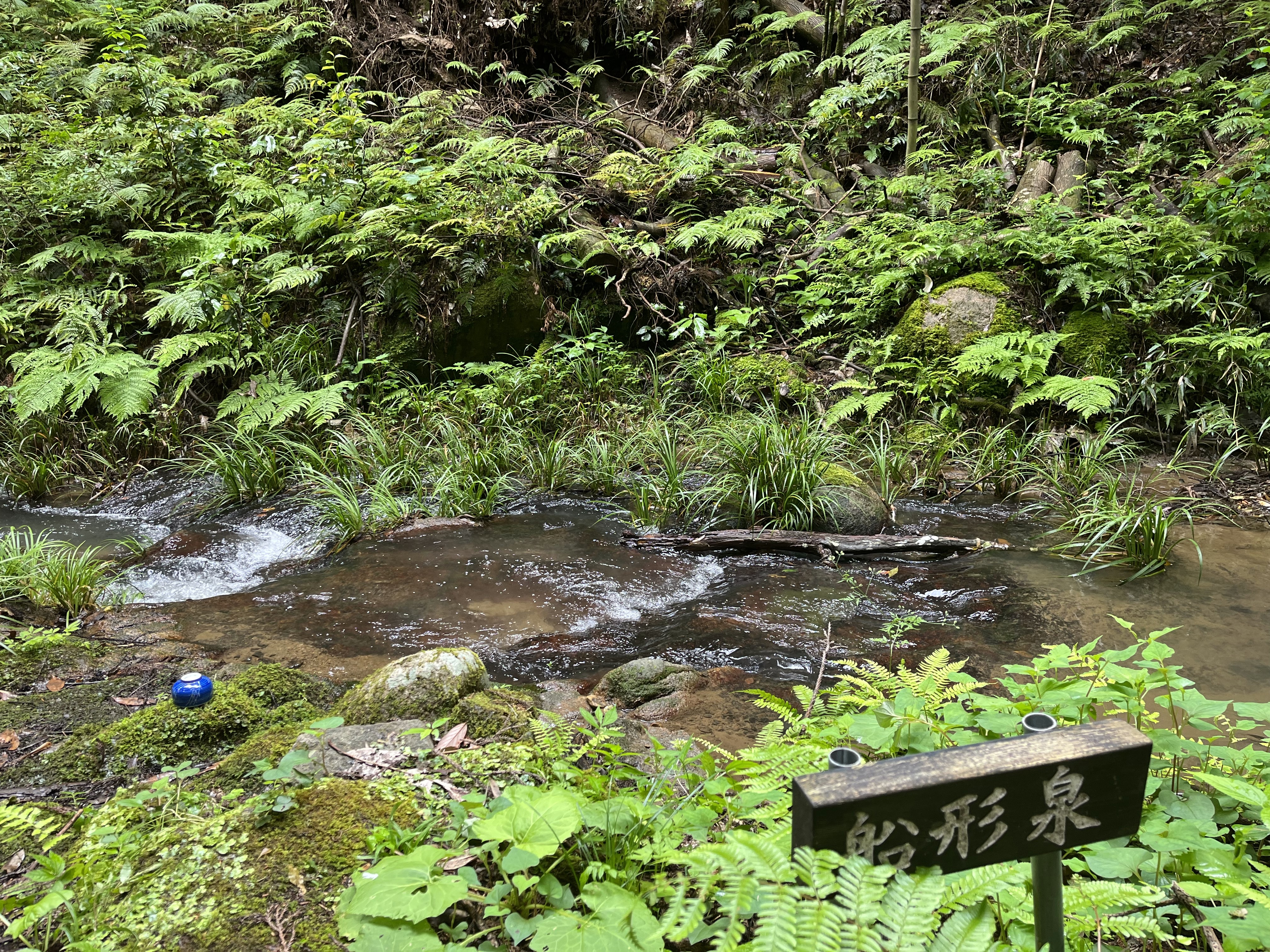
船形泉

また拝殿の南玉垣には長さ6mほどの船形の大石がある伝承によると、祭神が飛来しこの地に天降ったとされていて、旱魃の際に船形の石の窪みに溜まった水をさらって雨乞いの神事を行うと効果がある云う。また、近世の「石船神社御引立湊出社事」から近隣の村からも雨乞い祈願がされていたことがわかる。当時、雨乞いは各村の鎮守で行われていたとされていたが、石船神社は近隣の村々からも雨乞い祈願の信仰がされていたという。

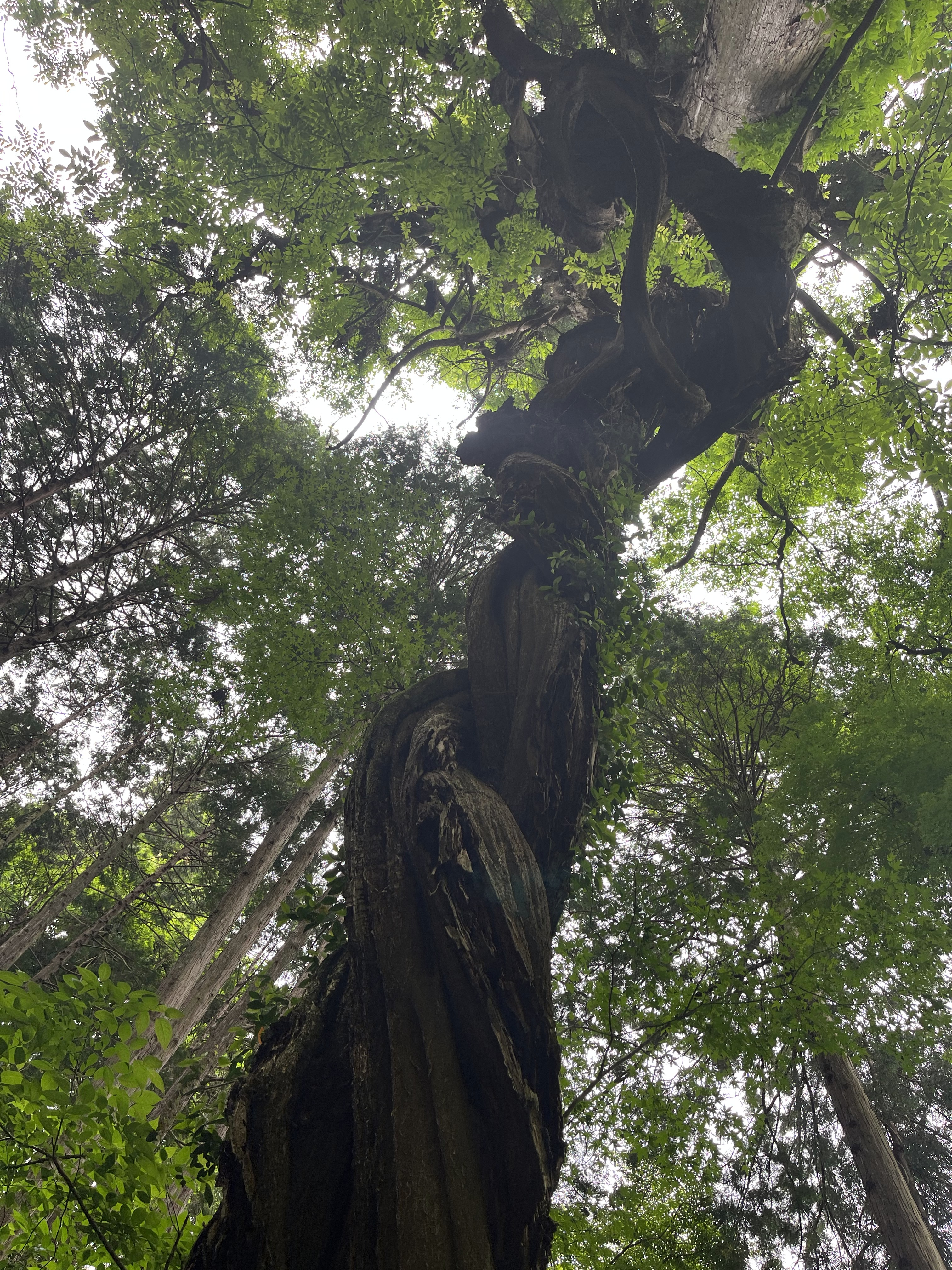
フジの巨樹

地内にはフジの巨樹がある。

## 名所

### 住谷山
岩船の奥に位置する標高302mの山。愛宕山とも呼ばれ、当地には岩船住谷部落の守護神愛宕神社が祀られている。

### 岩船石
石船神社周辺には岩船石の採掘跡の横穴が無数にある。歴史節で前述したように土木や建築の土台石、墓石などに用いられたが、コンクリートや大谷石が普及したため現在は採掘していない。試掘は元禄年間に行われ、明治時代中期に最盛期を迎えて建築材として水戸や三浜方面に送られた。岩船石が土台石として用いられた例として、東京の旧白木デパート・水戸の兵営（茨城大学の前身）・旧水戸中学・旧水戸高女などが挙げられる。輸送には馬を用い、高根を経て、阿波山の徳宿河岸から船で那珂川を下り、水戸橋下の大杉山で陸揚げされていた。1923年（大正12年）の産額は一万才（一才＝約30立方cm）で価格6000円。

### 岩船の黒みかげ
岩船で採掘された黒雲母こう岩、閃緑岩。1930年代頃、栃木県の石材業者松原某が岩石調査のため御前山に来た時に、「黒みかげ」を見て将来性に注目したのが始まり。しかし、利用されたのは茨城鉄道敷設の際に砕石して軌道に敷かれた程度だった。その後、石工の鎌野茂一が水戸の石材業者に見せたところ、墓石として優れていると認められ、一時は県外まで販路を拡げたるまでに至ったが、外国石材の輸入増大などから昭和末期には全く採掘されなくなった。

## 人物

### 飯村葉津乃
岩船村出身の詩人。1902年（明治35年）誕生。粟の飯村家に嫁いだ後、1926年（大正15年）、佐々木信綱の竹柏会に入会。五島茂に師事した。1962年（昭和37年）、「春の落葉」を出版し利玄賞を受賞。晩年には第二集「砂の渚」を発表している。

## 交通
県道112号
阿波山から孫根・錫高野を経て七会村に至る全長13.4kmの一般県道。途中、岩船南方を通る。1920年（大正9年）、郡道1号として「岩船・石塚線」と呼ばれたが、1931年（昭和6年）に県道に認められた。

## 産業
醤油製造
岩船の小林商店では醤油製造が行われていてた。創業は幕末期といわれ、「もろみ」による自然醸造をしていた。1965年（昭和40年）には県から表彰もされたが、後に廃業した。